# République du Pont

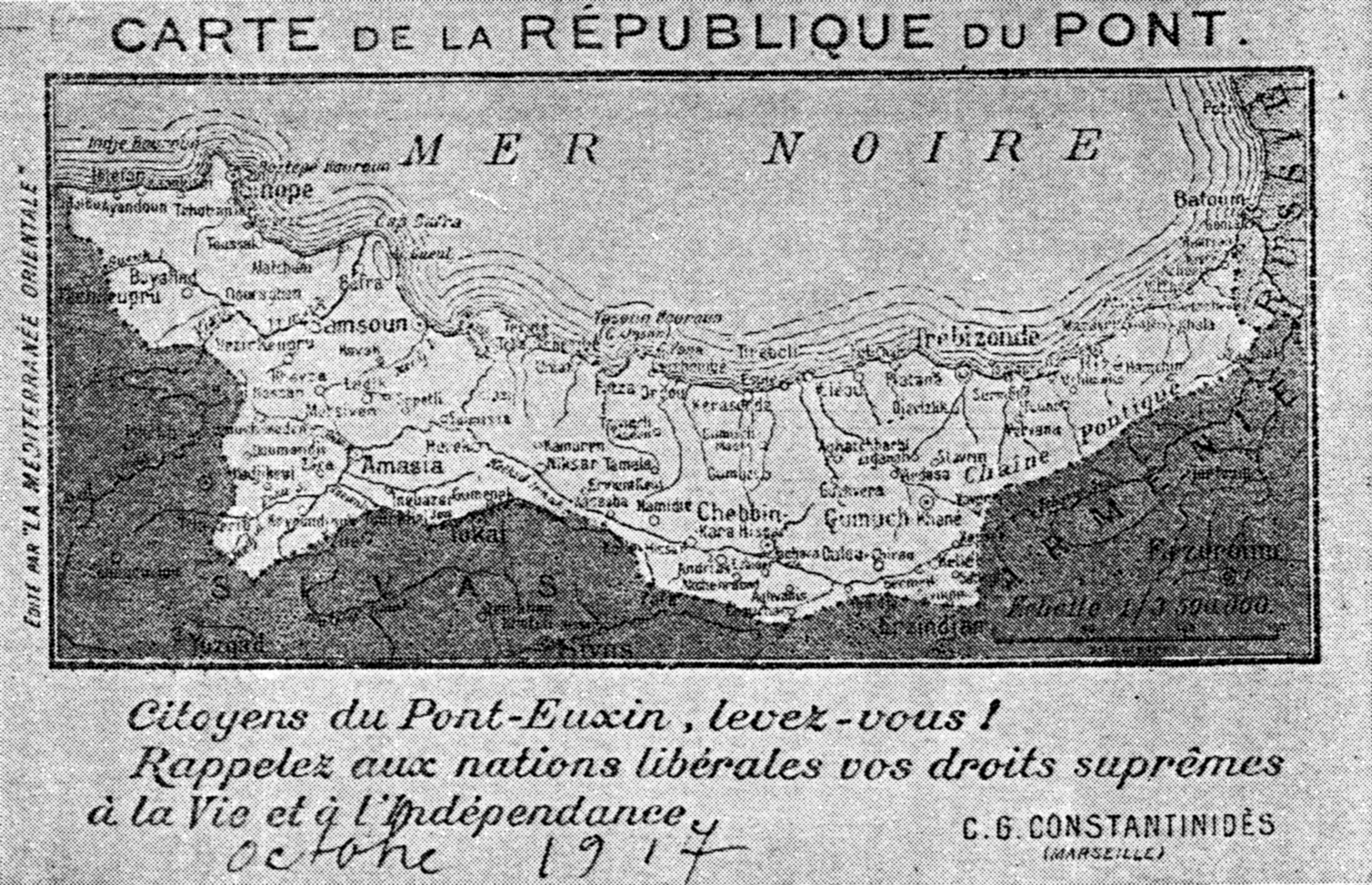
Zone revendiquée pour la république du Pont après la Première Guerre mondiale, sur la base de l'étendue des six Églises orthodoxes de culture grecque locales.

La république du Pont (grec moderne : Δημοκρατία του Πόντου, Dimokratía tou Pódou) est un État grec pontique sur la côte sud de la mer Noire dont la création a été discutée à la conférence de la paix de Paris de 1919, mais a été refusée, le gouvernement grec d'Elefthérios Venizélos craignant sa position précaire ; il a été inclus à la place dans l'État plus large proposé de l'Arménie occidentale dite wilsonienne.
Son territoire aurait englobé une grande partie du Pont historique et fait aujourd'hui partie de la région de la mer Noire turque. En fin de compte, aucun État n'a vu le jour et la population grecque pontique a été expulsée de Turquie après 1922 et réinstallée en Union soviétique ou en Macédoine grecque. Cet État de fait a ensuite été officiellement reconnu comme faisant partie de l'échange de population entre la Grèce et la Turquie de 1923 qui est considéré comme indissociable du génocide grec pontique contemporain par les cercles politiques grecs.

## Histoire

### De l'antiquité à la guerre d'indépendance

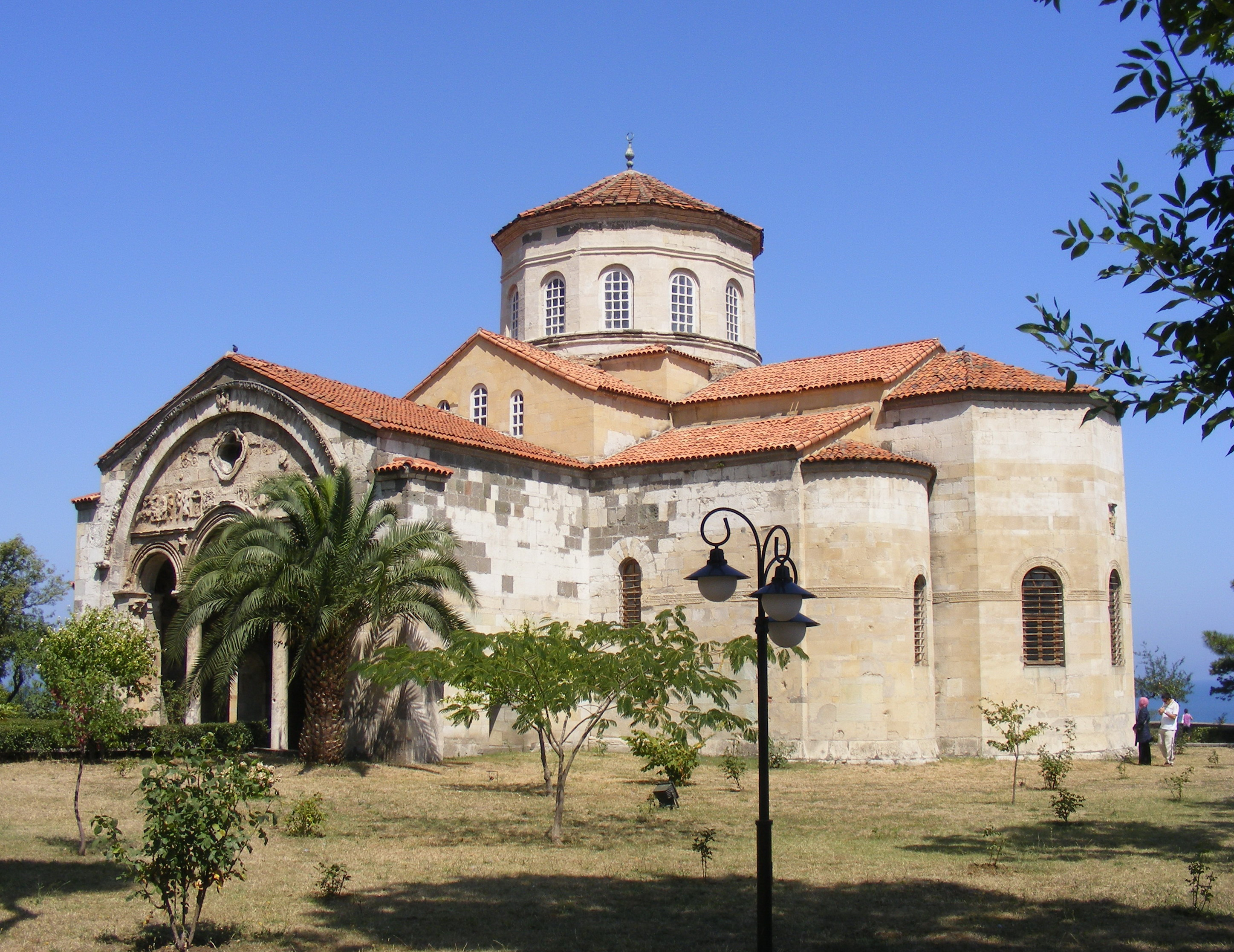
Église Sainte-Sophie de Trébizonde.

Des colonies grecques se sont établies sur la côte du Pont en 800 avant J.-C., et au moment des conquêtes d'Alexandre le Grand, les habitants locaux sont déjà fortement hellénisés. Au IVe siècle apr. J.-C., le grec est devenu la seule langue parlée dans la région, et il le reste pendant mille ans, d'abord sous l'Empire byzantin, puis sous l'empire de Trébizonde, un État successeur byzantin.
En 1461, l'Empire ottoman conquiert le Pont, mais la région montagneuse isolée reste à prédominance grecque pendant des siècles.
Au début des années 1830, l'État grec moderne obtient son indépendance, mais avec moins de territoires qu'il n'en détient aujourd'hui. Les nationalistes helléniques revendiquent des territoires extérieurs peuplés de Grecs. Les Grecs pontiques sont éloignés du nouvel État grec, ont peu de liens avec lui et n'envisagent donc jamais sérieusement de rejoindre la nouvelle Grèce. À cette époque, de nombreux Grecs pontiques émigrent vers les États orthodoxes beaucoup plus proches comme la Russie et de la Géorgie.

### Société Pontique de Merzifon
En 1904, une société secrète, la Société Pontique, est fondée à Merzifon dont le but principal est de créer une république indépendante du Pont. Le mouvement obtient un soutien important et pendant les années 1910 et 1920, le métropolite de Trabzon Charílaos Filippídis, qui sera plus tard l'archevêque d'Athènes, devient un acteur majeur œuvrant pour la promotion d'une République indépendante du Pont. Les sociétés internationales de Grecs pontiques rejoignent la Société Pontique de Merzifon et un lobbying important débute pour faire pression pour un État pontique grec indépendant notamment en Russie et aux États-Unis. Au cours de cette période, Leonidas Iasonidis devient l'un des principaux dirigeants du mouvement pour la création d'une république du Pont.

### Première Guerre mondiale
En 1916, pendant la Première Guerre mondiale, Trabzon tombe aux mains des forces de l'Empire russe, fomentant l'idée d'un État pontique indépendant. Lorsque les bolcheviks arrivent au pouvoir lors de la révolution d'Octobre (7 novembre 1917), les forces russes se retirent de la région pour prendre part à la guerre civile russe (1917-1923).
Comme les Arméniens, les Assyriens et les autres Grecs ottomans, les Grecs de la province de Trébizonde subissent un génocide au début du XXe siècle, d'abord par les Jeunes-Turcs et plus tard par les forces kémalistes. Dans les deux cas, les Turcs craignent de perdre tôt ou tard le territoire au profit des populations autochtones locales de Grecs, d'Assyriens et d'Arméniens et souhaitent mettre en œuvre la turquisation. Les marches de la mort à travers le terrain montagneux de la Turquie, le travail forcé en Anatolie et le massacre par les bandes irrégulières de Topal Osman Ağa font périr des centaines de milliers de Grecs pontiques entre 1915 et 1922,,,. La population grecque de la ville elle-même n'est cependant pas directement ciblée, car les autorités locales refusent de fournir des armes à Topal et les Turcs locaux forcent sa bande à quitter les lieux. Les musulmans de la ville ont protesté contre l'arrestation de notables chrétiens.
Les Grecs pontiques qui ont échappé aux marches de la mort se rendent dans les montagnes avec les femmes et les enfants et forment des groupes d'autodéfense qui protègent la population grecque et arménienne, jusqu'à l'échange de population en 1923. Les groupes d'autodéfense auraient sauvé la vie de plus de 60 000 Grecs et Arméniens pontiques,.

### Situation démographique

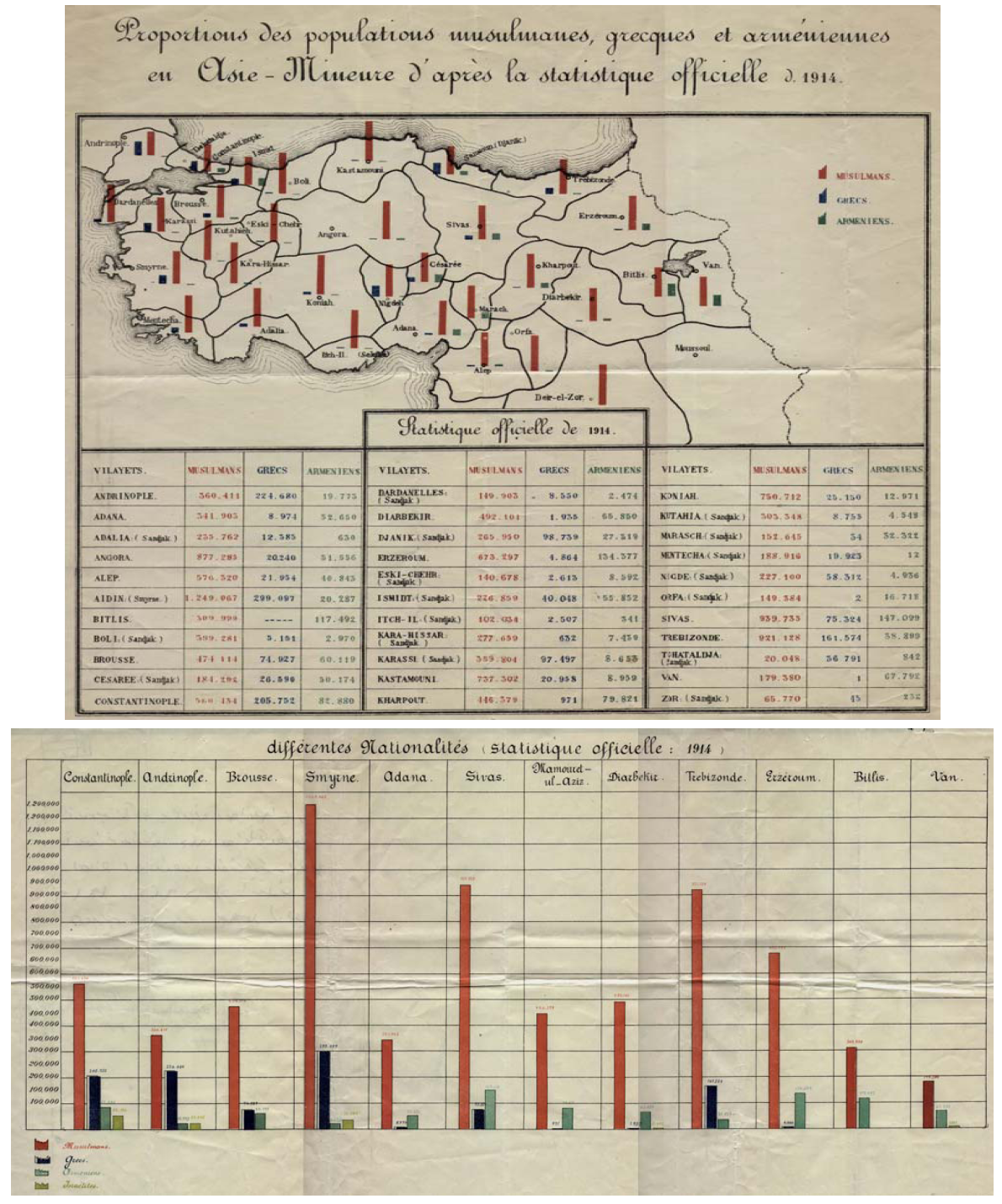
Proportion de nationalités dans les vilayets de l'Asie mineure ottomane selon le recensement ottoman de 1914.

Un rapport statistique ottoman de 1914 enregistre la population grecque (à l'exclusion des musulmans grecs ) à pas plus de 350 000, soit environ 17 % de la population ; bien qu'il n'y ait pas de statistiques précises sur la population des Grecs dans l'Empire ottoman, les chiffres compilés par les autorités ottomanes sont jugés peu fiables, en particulier pour les Grecs ottomans qui ont tendance à éviter de s'enregistrer auprès des autorités musulmanes pour éviter le service militaire et minimiser leurs impôts,.
Selon les statistiques du patriarcat œcuménique de Constantinople, la population grecque du Pont, avant la Première Guerre mondiale, est de 650 000. De même, un rapport officiel du ministère des Affaires étrangères (Grèce) de l'époque établit la population grecque à 700 000 avant la Première Guerre mondiale, un nombre officiellement reconnu par le gouvernement ottoman de Kâmil Pacha en 1912, lorsqu'après avoir conclu un accord avec le Patriarcat, le nombre de sièges parlementaires pour les Grecs du Pont est fixé à 7 (soit 1 député grec pour 100 000 habitants),.
Sergei Rudolfovich Mintslov publie une enquête en 1916, déclarant que les régions de Akçaabat et Trabzon sont à 32,4 % grecques. Dans un mémorandum signé en février 1919 et présenté à la Conférence de paix de Paris, une délégation grecque locale appelant à l'autodétermination du Pont, déclare que selon les informations les plus récentes reçues des différents diocèses (en Turquie, le clergé orthodoxe exerce les fonctions de fonctionnaires de l’État civil dans tout ce qui concerne les chrétiens), la population grecque orthodoxe peut être évaluée à environ 700 000 personnes, sans compter les 350 000 qui, fuyant la persécution turque, se sont réfugiées il y a plusieurs années dans des pays étrangers, environ 250 000 dans le Caucase et le reste dans d’autres pays. Tous n’attendent que la libération de leur pays pour y retourner. Outre les populations déjà mentionnées, il y a aussi de véritables Turcs et quelques milliers de Circassiens, d’Arméniens, de Tartares et de Turcomans, mais tous ne représentent que des minorités inextricablement mixtes.

### Conférence de la Paix de Paris de 1919
Le 8 janvier 1918, le président américain Woodrow Wilson énonce ses quatorze points pour un ordre d'après-guerre. Le douzième point précise que les citoyens non turques « qui sont maintenant sous domination turque devraient être assurées d'une sécurité de vie incontestable et d'une opportunité absolument absolue de développement autonome ». Cette déclaration conduit les populations non turques dans toute l'Anatolie, y compris la région du Pont, à s'organiser. Wilson soutient activement la création de la république du Pont, votant pour son indépendance de l'Empire ottoman lors de la Conférence de la paix.
En 1918-1919, le Premier ministre grec Elefthérios Venizélos entame un processus de paiement financier pour le rapatriement des Grecs pontiques qui se sont réinstallés en Russie pendant les violences d'avant et pendant la Première Guerre mondiale.
À la suite de l'armistice de Moudros qui met fin aux hostilités de la Première Guerre mondiale entre les puissances alliées et l'Empire ottoman, les troupes britanniques débarquent à Samsun et occupent une grande partie de la région.
À peu près au même moment, avec le début des négociations à la Conférence de la paix de Paris pour décider des questions territoriales dans l'Empire ottoman, le métropolite Charílaos entame des négociations pour faire pression pour un Pont indépendant le 29 avril 1919. Pendant son séjour, il présente un mémorandum de 18 pages pour l'établissement d'une république du Pont. La république proposée doit inclure les provinces de Trabzon, Samsun, Sinop et Amasya et couvrir une grande partie de la région nord-est de la mer Noire de la Turquie moderne.

Un des drapeaux proposés pour la république du Pont.

Lors de la conférence, Venizélos estime qu'une République indépendante du Pont serait trop éloignée de l'assistance militaire de la Grèce et trop faible pour se défendre contre toute attaque turque. Pour cette raison, il s'oppose à sa création et la discussion est en grande partie terminée. Plus tard, il est suggéré que la province de Trabzon fasse partie de l'État arménien nouvellement créé par Venizélos, mais cette idée n'est pas populaire auprès des puissances alliées, en raison notamment de la violence dans la région à la suite de la guerre arméno-turque et de la guerre d'indépendance turque ; l'invasion de l'Arménie par l'Armée rouge met fin aux négociations. En mai 1919, le chef de la Croix-Rouge grecque pour la région du Pont rédige un rapport indiquant que la sécurité de la population est très précaire et qu'une assistance est nécessaire.
En 1921, une grande partie des hommes chrétiens orthodoxes du Pont sont déportés et envoyés dans des bataillons de travail à Erzerum. Pendant ce temps, 
à Amasya, une « cour de justice ad hoc de l'indépendance turque », qui est contrôlée par les nationalistes turcs de Mustafa Kemal Atatürk, condamne plusieurs personnalités à mort par pendaison, accusées de soutenir le mouvement indépendantiste du Pont. Parmi eux se trouve l'ancien membre du parlement ottoman, Matthaios Kofidis.

## Conséquences
Une grande partie de la communauté pontique grecque s'est réinstallée pendant les combats et après le traité de Lausanne (1923), dans le cadre de l'échange de population grecque et turque, dite « Grande Catastrophe ». Les archives indiquent que 182 169 Grecs pontiques ont été déplacés dans le cadre de l'échange de population. Beaucoup de Grecs pontiques sont partis pour l'Union des républiques socialistes soviétiques, qui avait été le site de migrations pontiques antérieures et où ils avaient donc des liens familiaux. La plupart des autres ont émigré en Grèce où ils ont obtenu le plein droit de citoyenneté (les Grecs pontiques qui émigrent de Russie bénéficient aujourd'hui de privilèges similaires). En Grèce, les migrants pontiques s'appelaient Póndii.